# Catharose de Petri
Catharose de Petri, właśc. (Henriette) Henny Stok-Huyser (ur. w 1902 w Rotterdamie, zm. 1990).
W 1930 przyłączyła się do pracy duchowej Jana van Rijckenborgha i jego brata Zwier Willem Leene, aby w kolejnych latach stać się najbliższą i najważniejszą współpracownicą Jana van Rijckenborgha. W 1935 odeszła wraz z braćmi Leene z Rosicrucian Fellowship, aby założyć w Haarlemie Międzynarodową Szkołę Złotego Różokrzyża.
W 1956 spotkała się z Antoninem Gadalem w Ussat-les Bains na południu Francji. To spotkanie doprowadziło do ścisłego związku z dziedzictwem duchowym braterstwa katarów, którego utrzymanie w stanie żywym Gadal uczynił zadaniem swojego życia.
Po śmierci Jana van Rijckenborha w 1968 de Petri kontynuowała pracę w Międzynarodowej Szkole Złotego Różokrzyża, którą kierowała wspierana przez grono współpracowników.
Pozostawiła po sobie wiele książek napisanych po części wespół z Jane van Rijckenborghiem. Jej działalność była całkowicie skierowana na nauki gnozy hermetycznej i na filozofię Różokrzyżowców. Na pierwszym planie zawsze stawiała oczyszczenie serca jako nieodzowny warunek do kroczenia ścieżką rozwoju duchowego oraz wskazała swym czytelnikom na proces, który przebiega równolegle i który katarzy nazwali endurą.